# Gymnanthes hypoleuca
Gymnanthes hypoleuca är en törelväxtart som beskrevs av George Bentham. Gymnanthes hypoleuca ingår i släktet Gymnanthes och familjen törelväxter. Inga underarter finns listade i Catalogue of Life.